# Chiesa di San Giovanni Battista (Alagna Valsesia)
La chiesa di San Giovanni Battista, è la chiesa parrocchiale di Alagna Valsesia, in Piemonte.

## Storia
L'edificio attuale risale al 1633, quando venne ampliata la cappella preesistente, coeva della torre campanaria, ed è dedicato a San Giovanni Battista, santo patrono del paese. La parrocchia venne costituita nel 1475, in seguito alla separazione dalla chiesa di San Michele di Riva Valdobbia. La costruzione del campanile venne terminata nel 1511, mentre l'altare maggiore in legno dorato risale al 1680.

## Descrizione
È un edificio che presenta caratteristiche tardogotiche e rinascimentali.

## Galleria d'immagini

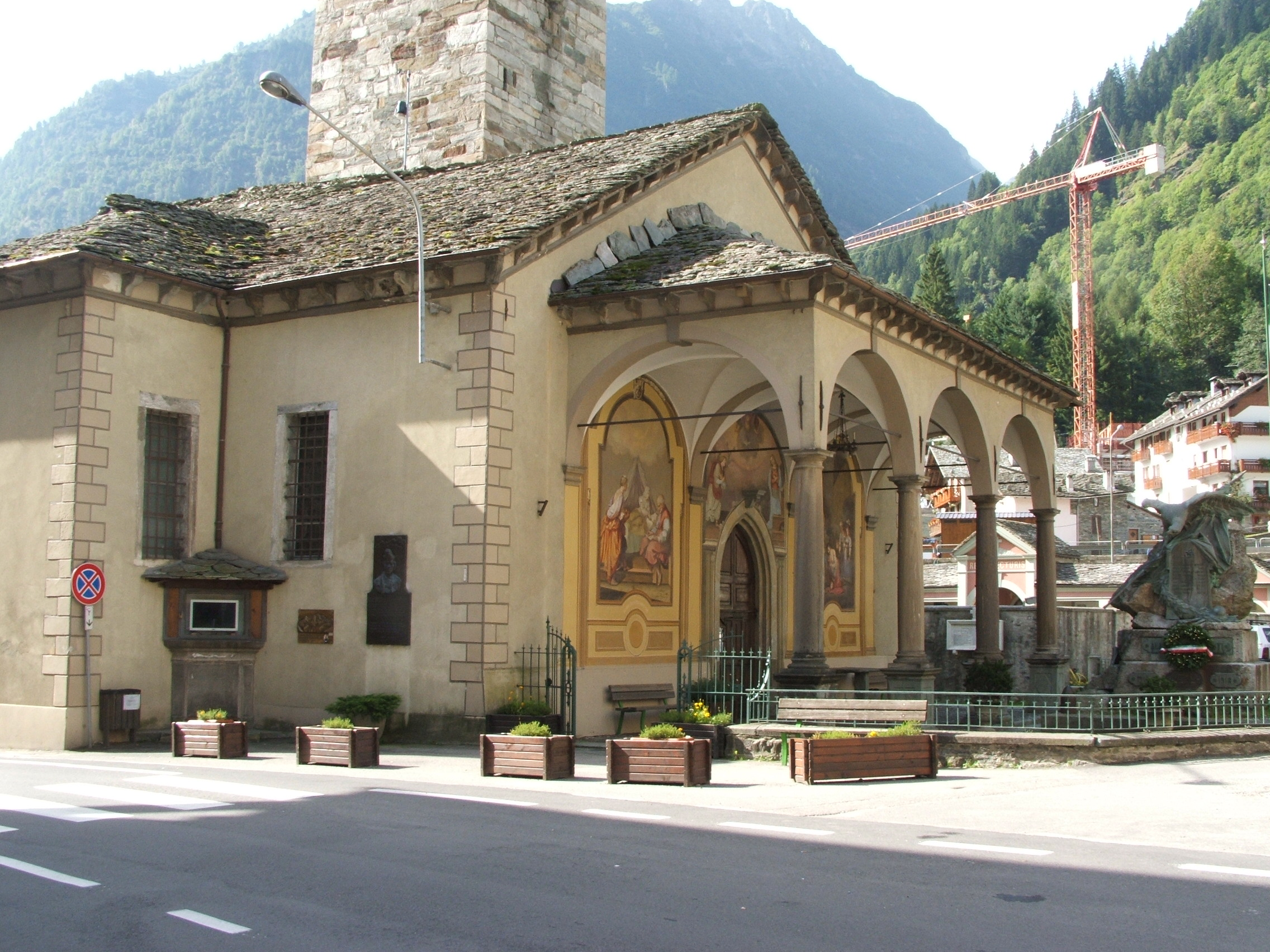
La facciata
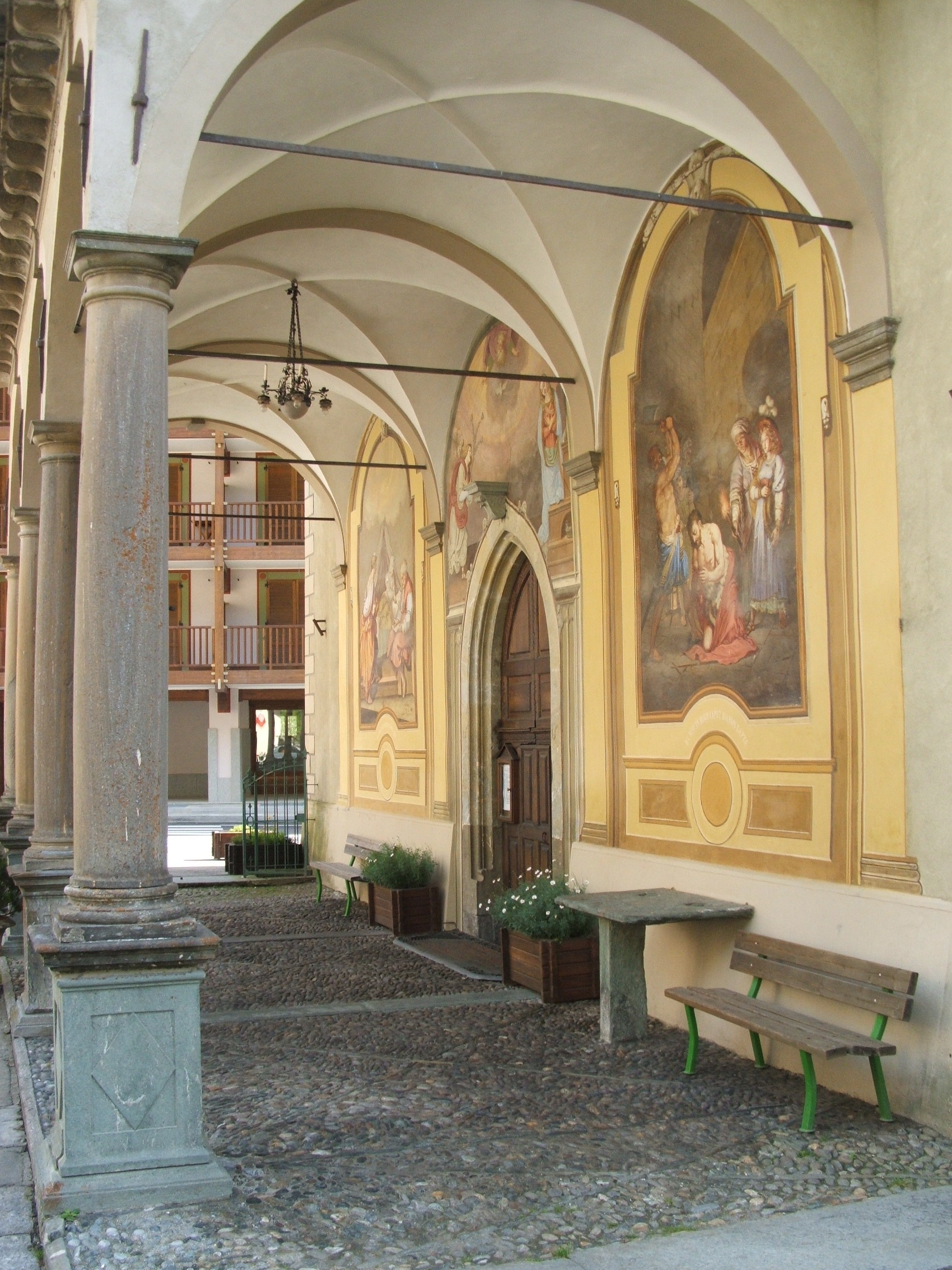
Il portico in facciata
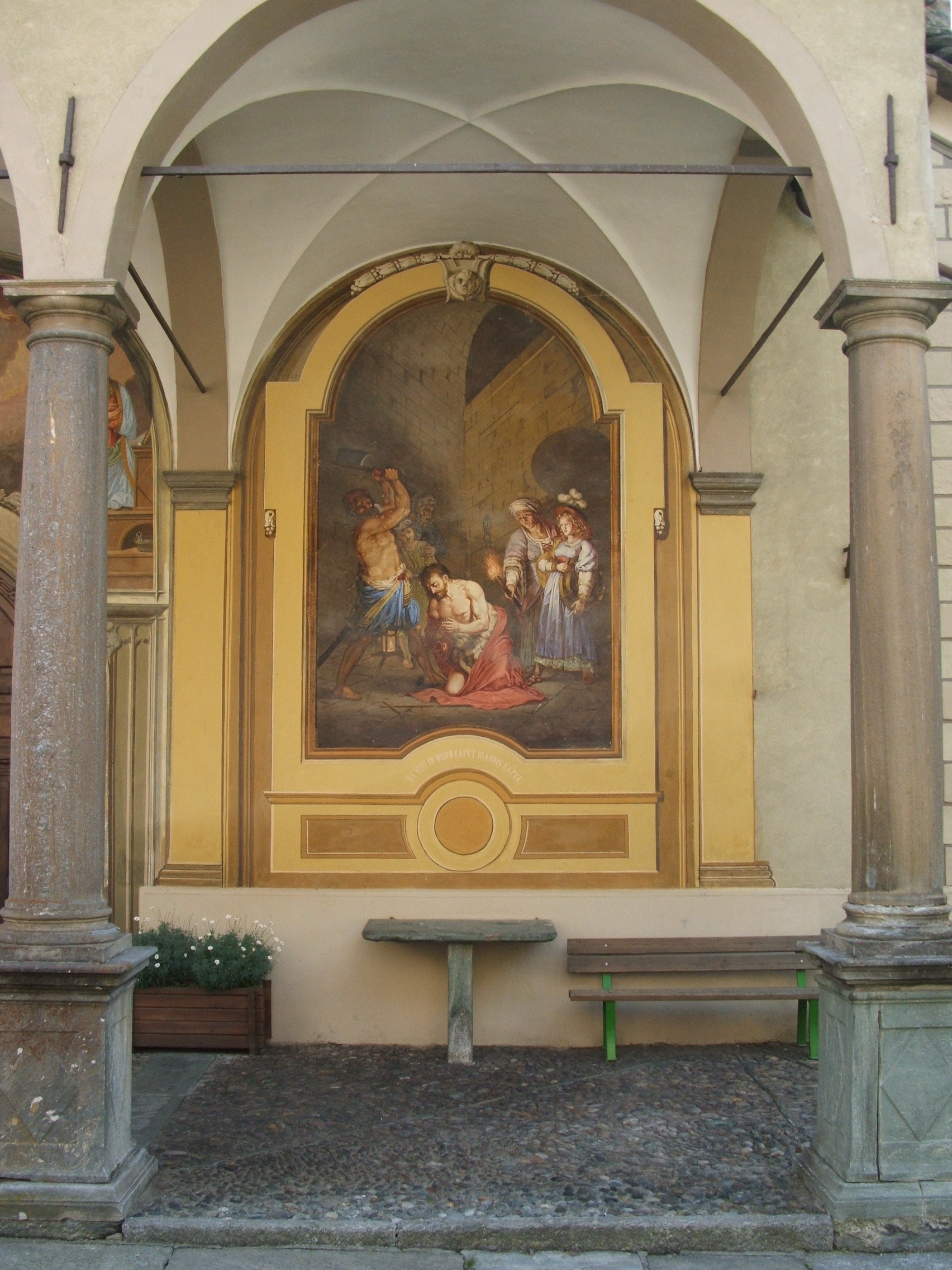
Affresco a destra del portale, sotto il portico in facciata
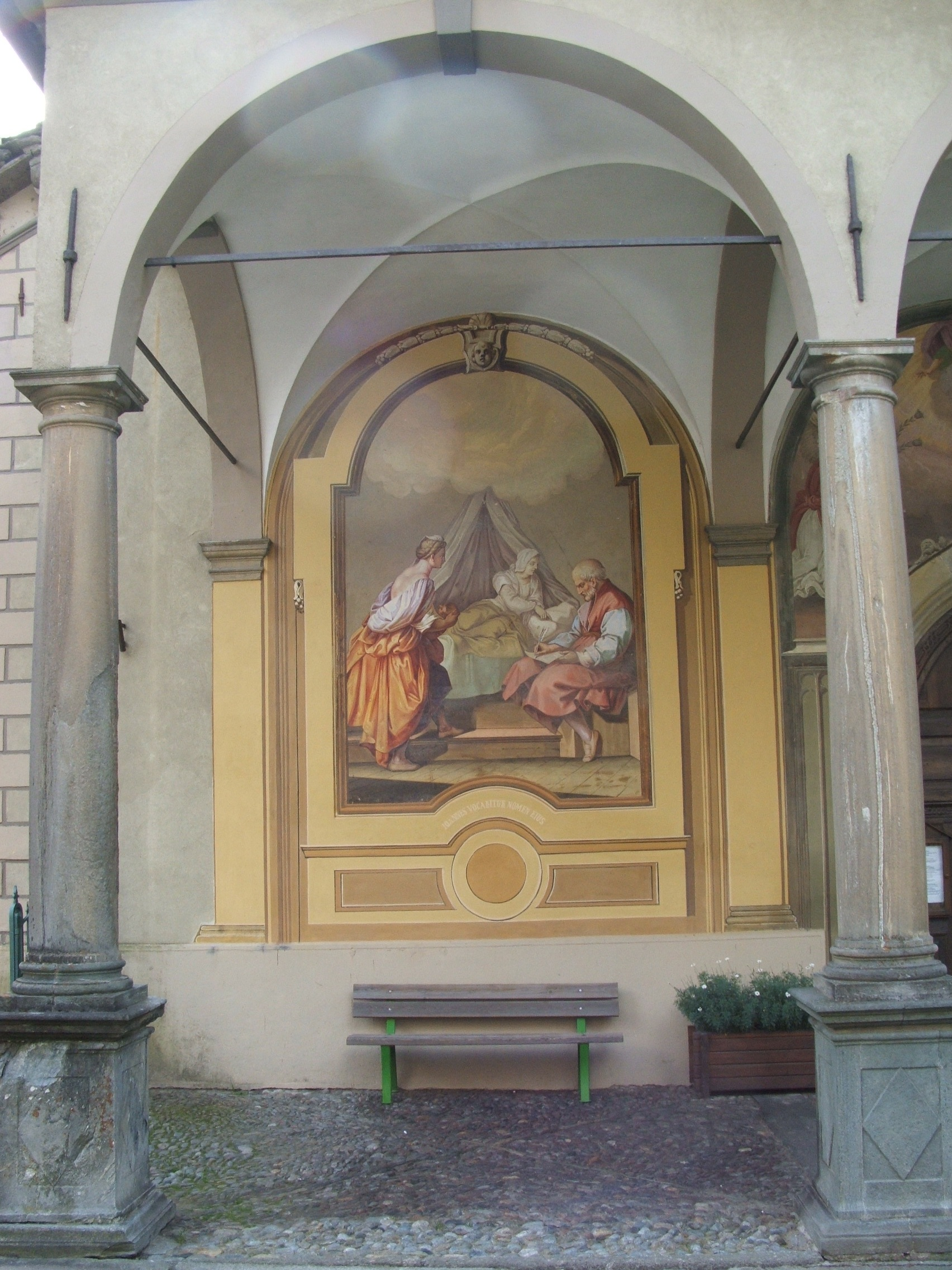
Affresco a sinistra del portale, sotto il portico in facciata
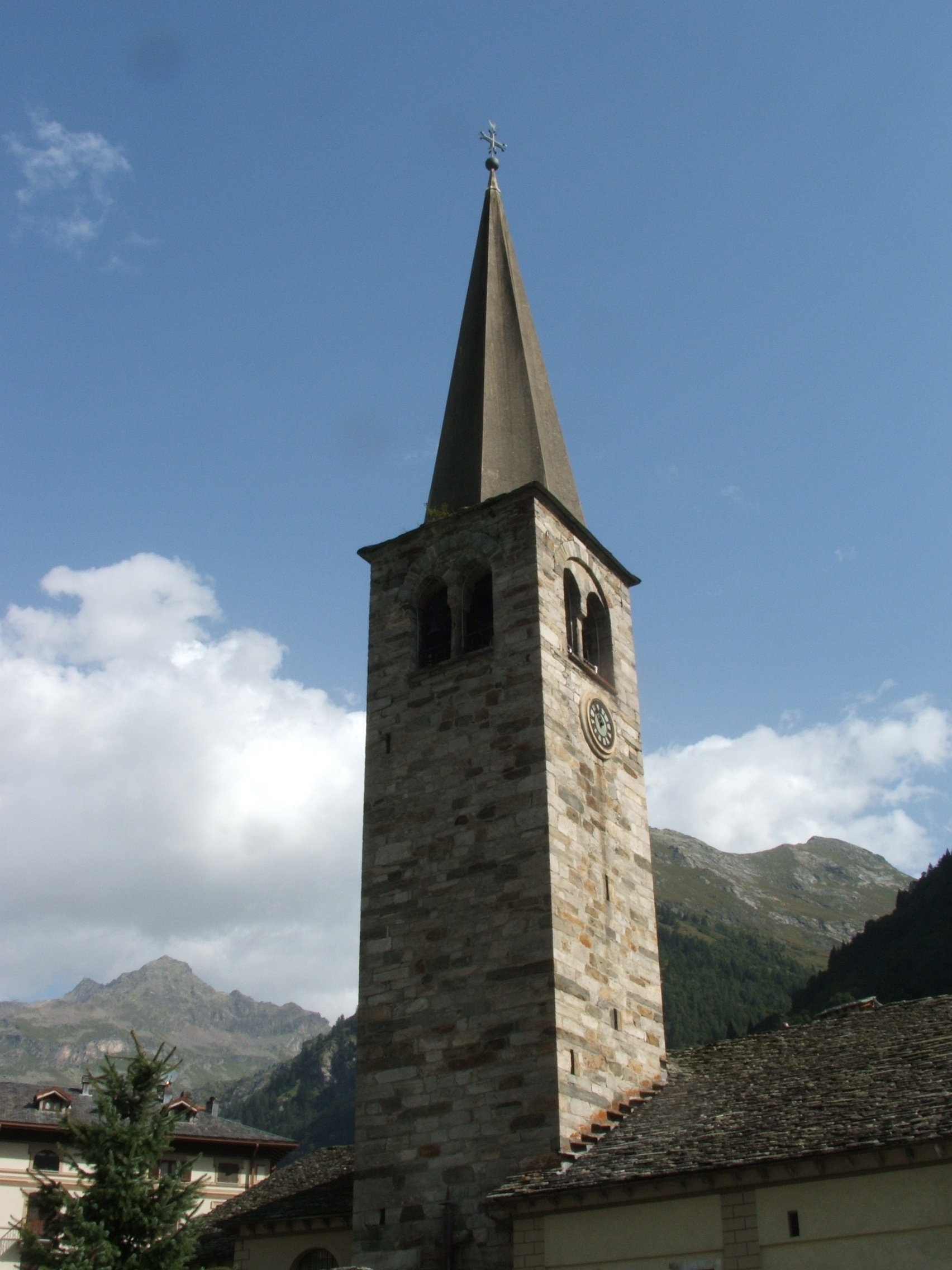
Il campanile con i corni Mud e Faller sullo sfondo
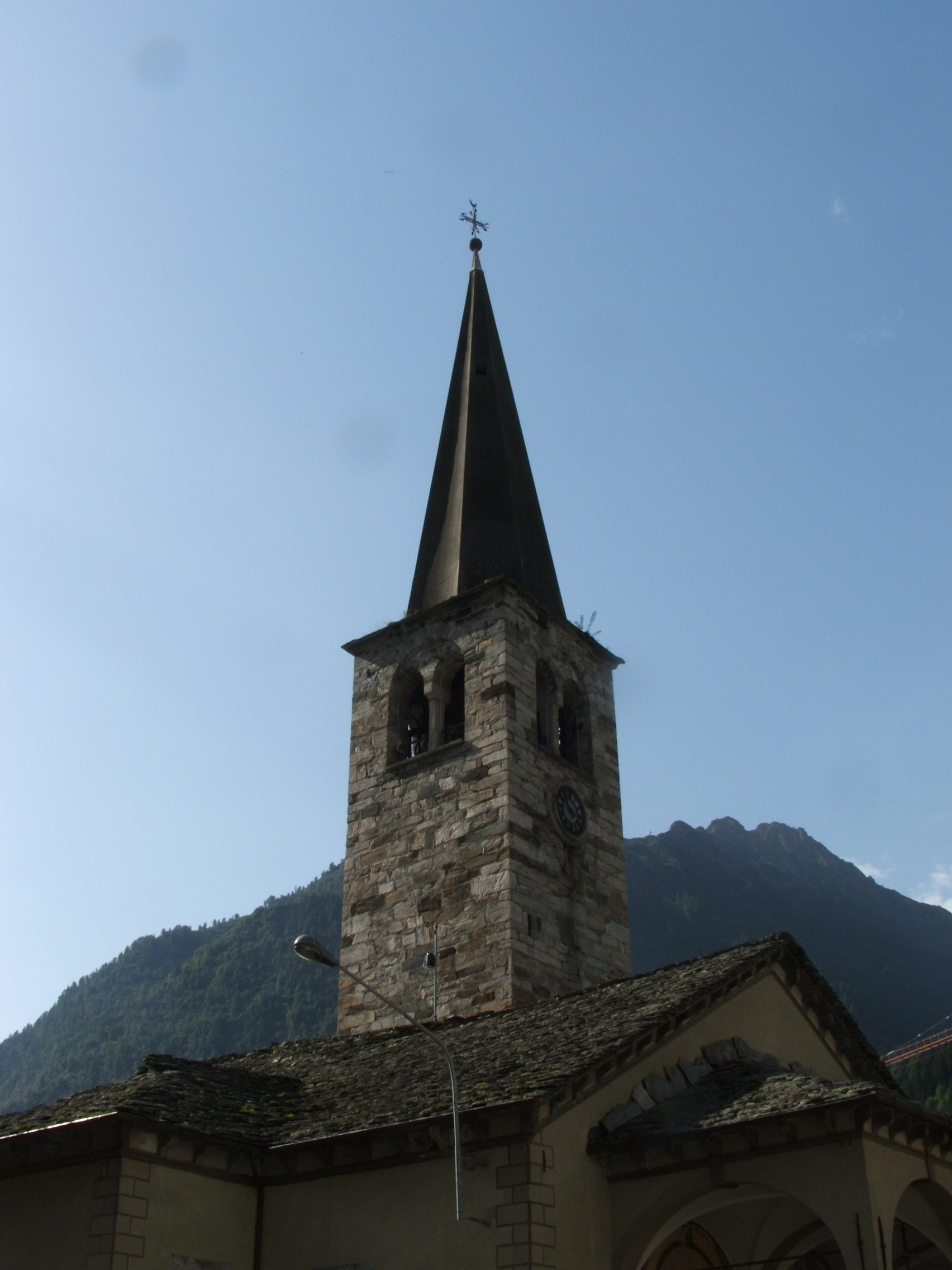
Il tetto coperto in piode e il campanile
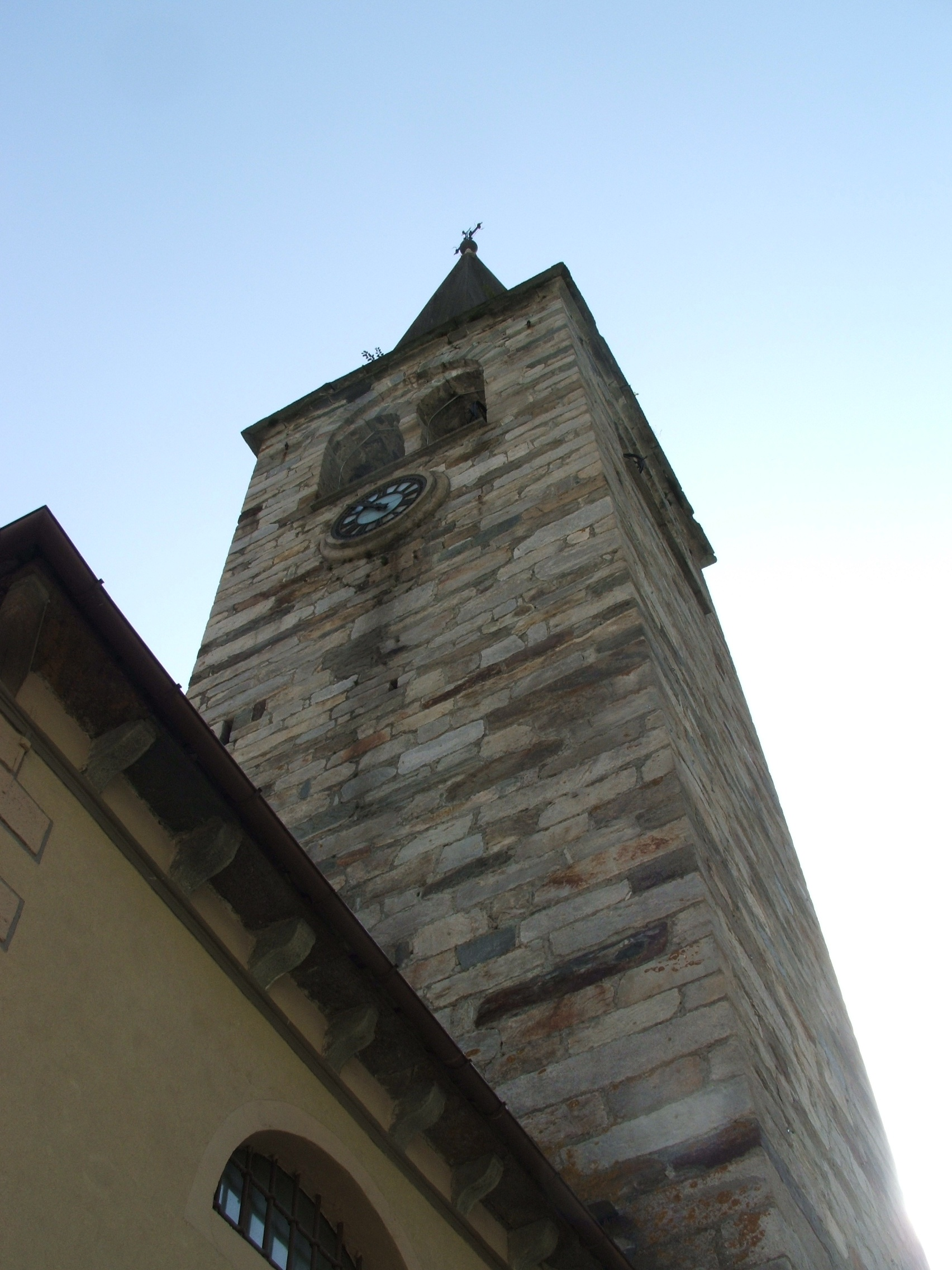
Il massiccio fusto della torre campanaria
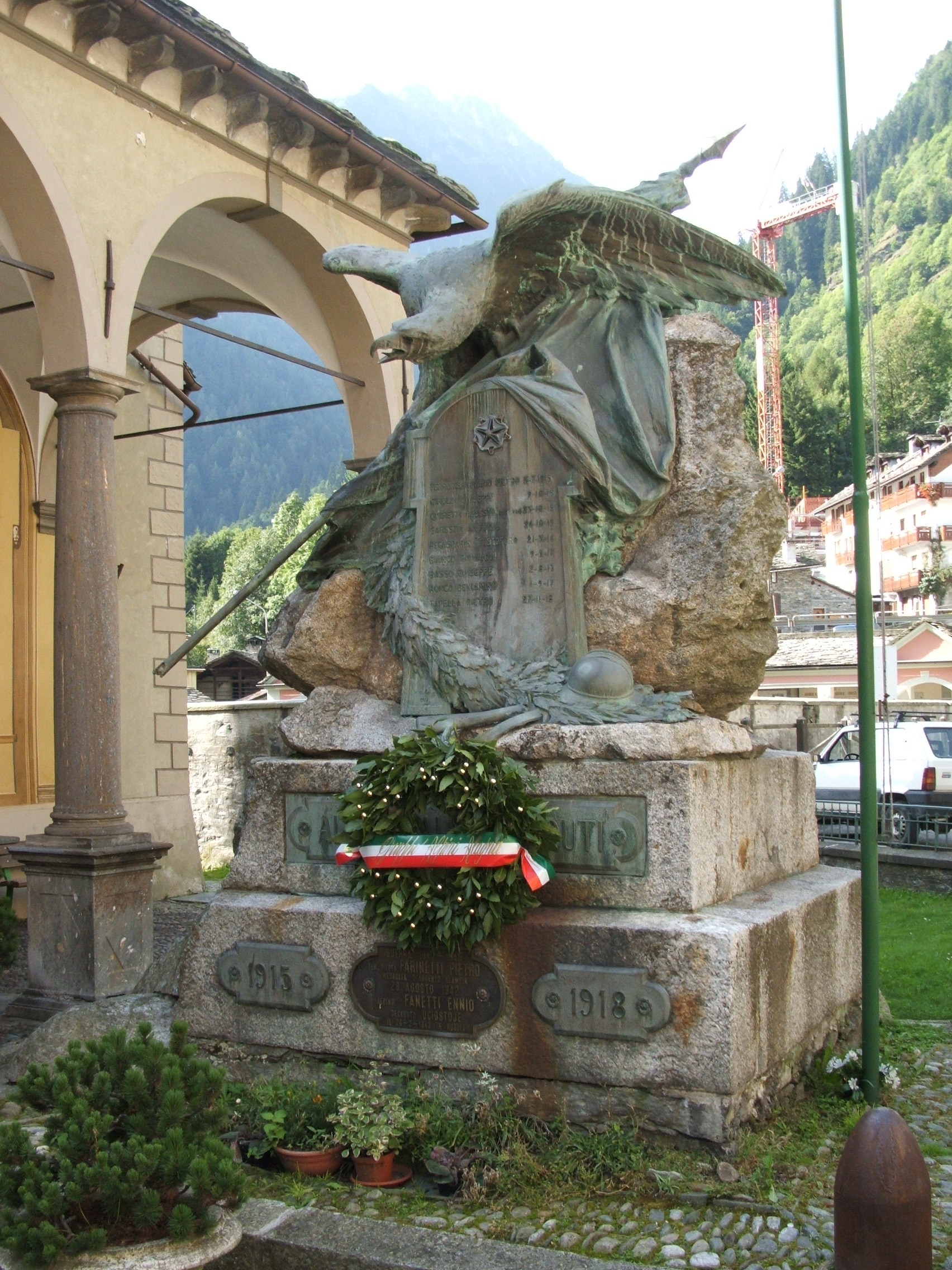
Il monumento di fronte al portale d'ingresso